# Лопухин, Алексей Александрович (1813)
Алексей Александрович Лопухин (29 сентября 1813, Тула — 9 декабря 1872, Москва) — московский чиновник из рода Лопухиных, камергер, действительный статский советник (1864). Известен главным образом как университетский приятель Михаила Юрьевича Лермонтова.

## Жизнь
Сын вяземского уездного предводителя дворянства Александра Николаевича Лопухина (1779—1833) и Екатерины Петровны Верещагиной. Сближение его с Лермонтовым пришлось на время учёбы обоих в Московском университете, когда Лопухин жил в доме родителей на Малой Молчановке, 2. На стене его комнаты 18-летний Лермонтов изобразил герцога Лерма, которого считал своим предком.
В «веселую шайку» студентов (bande joyeuse, по выражению С. А. Бахметевой) также входили Николай Поливанов, Андрей Закревский и двое Шеншиных. Лермонтов был хорошо знаком и с сёстрами Лопухина — Марией и Варварой, в которую был влюблён.
В неоконченном романе «Княгиня Лиговская» отражена реальная история о том, как Лермонтов помешал браку Лопухина с Екатериной Сушковой. Он поставил один из своих «опытов»: сумел влюбить девушку в себя и добился от неё признания в чувствах, чем скомпрометировал её в глазах жениха. Подробно об этой интриге рассказала в своих воспоминаниях сама Сушкова.
Из переписки Лермонтова с Лопухиным сохранилось всего несколько писем, в одном из которых (12.09.1840) поэт описывает бой при Валерике, в другом — отзывается на новость о рождении у Лопухина первенца стихами «Ребёнка милого рожденье…»
Местом службы Лопухина была Московская синодальная контора, где в 1860-е гг. он состоял прокурором. Короткое время заведовал Синодальной типографией. Владел имением в Епифанском уезде Тульской губернии. Умер в 1872 году и был похоронен в Донском монастыре.

## Семья

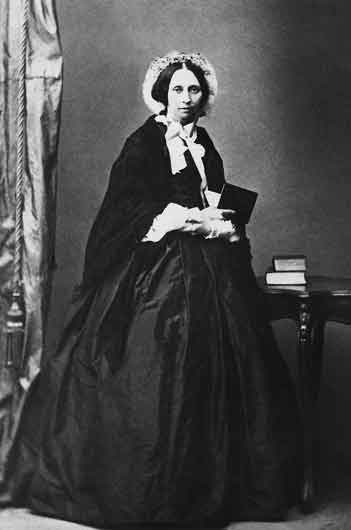
Варвара Лопухина, жена

В 1838 году Лопухин женился на княжне Варваре Александровне Оболенской (1819—1873), дочери сенатора князя Александра Петровича Оболенского, внучке поэта Юрия Александровича Нелединского-Мелецкого.
По поводу этого брака сестра Лопухина писала подруге: «Алеша был совершенно околдован, и теперь он влюблен. Не стану много говорить о невесте, ты её знаешь, что же касается наружности, то она самая некрасивая из четырёх сестер. Я предполагаю, что она мила, добра, а впрочем, как мне кажется, совсем пуста… Я хотела бы для Алеши жену более благовоспитанную, словом, что-нибудь получше… Мало я знаю особ, менее приятных, чем она. У неё нет ни природного ума, ни воспитания, ни умения держать себя. Я никогда не видала столь дурно воспитанную женщину».
В браке имели детей:
- Александр (1839—1895), председатель Варшавского окружного суда.
- Софья (1841—1901), вторая жена князя Николая Петровича Трубецкого; среди сыновей — Сергей, Евгений, Григорий.
- Лидия (1842- ?)
- Борис (1844—1897), председатель Ярославского окружного суда.
- Ольга (1845—1883), жена генерал-майора Андрея Сергеевича Озерова.
- Эмилия (1848—1904), жена графа Павла Алексеевича Капниста, сыновья — Алексей, Дмитрий.
- Сергей (1853—1911), сенатский обер-прокурор; женат на графине Александре Павловне Барановой, фрейлине двора.